# Myrmica angulata
Myrmica angulata — вид дрібних мурашок роду Myrmica з південного Китаю та північного В'єтнаму. Описаний вперше 2001 року за участі українського ентомолога Олександра Радченка

## Опис
Вирізняється дуже довгим стебельцем антен, довше за голову — найдовше серед видів роду. Стебельце вигнуте при основі під кутом близько 125°, за що мураху назвали лат. angulata — кутова. Мандибули робочих особин з 9-10 зубцями, у самиці — з 7-8.
Груди й голова робочих особин від червонувато-брунатного до темнокоричневого кольору, поверхня черевця жовтувато-брунатна, ноги і антени червонуваті. Самиця темнобрунатна, ноги і антени світліші. Довжина робочих особин близько 4 — 5 мм.
Самці невідомі.

## Поширення і спосіб життя
Відомі з північного В'єтнаму та південно-східних провінцій Китаю. У Китаї поселяються у гнилій деревині у лісах між 500 і 1000 м над рівнем моря. У В'єтнамі будують гнізда також у старій деревині або під каменями чи поваленими стовбурами, зустрічаються у лісах на висоті від 1700 до 2200 м над рівнем моря.
Ймовірно ведуть відносно прихований спосіб життя, розшукуючи здобич у листяному опаді.